# Коркиано
Коркиа̀но (на италиански: Corchiano) е малко градче и община в Централна Италия, провинция Витербо, регион Лацио. Разположено е на 196 m надморска височина. Населението на общината е 3838 души (към 2010 г.).